# Grażyna Różańska-Pawłowska
Grażyna Różańska-Pawłowska (ur. 27 listopada 1961 w Wałczu) – polska wioślarka (sterniczka), olimpijka z Moskwy (1980)
W 1980 r. ukończyła Liceum Ogólnokształcące w Wałczu, a następnie Akademię Wychowania Fizycznego w Poznaniu.
Należała do klubu sportowego MKS Wałcz. Trenerami jej byli: Ryszard Koch i Ryszard Świerczyński.

## Osiągnięcia sportowe
- 1979 – Mistrzyni Polski (czwórka ze sternikiem);
- 1979 – 12. miejsce podczas Mistrzostw Świata w Bledzie (czwórka ze sternikiem, w osadzie razem z K. Ambros, Teresą Soroką-Frąckowską, Beatą Kamudą-Dudzińską, Wandą Piątkowską-Kiestrzyn);
- 1980 – uczestniczka Igrzysk Olimpijskich w Moskwie, w osadzie razem z Urszulą Niebrzydowską-Janikowską, Ewą Lewandowską-Pomes, Teresą Soroką-Frąckowską, Jolantą Modlińską, Krystyną Ambros-Żurek, Beatą Kamudą-Dudzińską, Wiesławą Kiełsznia-Buksińską, Wandą Piątkowską-Kiestrzyn – ósemki, odpadły z konkurencji – po 3. miejscu w przedbiegach (3:25.15), a następnie 4. miejscu w repesażach (3:24.04).